# پیووگزازپام
پیووگزازپام (انگلیسی: Pivoxazepam) دارویی از مشتقات بنزودیازپین است. این ماده استر پیوالات (۲،۲-دی متیل پروپانوات) اگزازپام است. این دارو مانند سایر بنزودیازپین ها دارای اثرات آرام بخش و ضد اضطراب است. در مقایسه با داروی اصلی خود، اگزازپام، سریعتر جذب می شود و کمی آرامبخش تر است.